# Kultursoziologie (Zeitschrift)
Kultursoziologie war eine deutschsprachige Fachzeitschrift für kultursoziologische Studien, die 2017 letztmals erschien. Herausgeber der Zeitschrift war die Gesellschaft für Kultursoziologie Leipzig, die sich 2017 auflöste. Mit Beginn des 22. Jahrgangs (2013) wurde die Zeitschrift bei WeltTrends in Potsdam verlegt.
Autoren der Zeitschrift waren renommierte Wissenschaftler aus dem In- und Ausland, die sowohl in historischer, theoretischer und methodischer als auch in systematischer Perspektive kulturwissenschaftliche, vor allem -historische und -soziologische Beiträge publizierten. Mit Beginn des 22. Jahrgangs 2013 enthielt jede Ausgabe der Zeitschrift einen thematischen Schwerpunkt. Zudem wurden stets Buchbesprechungen veröffentlicht.

## Themen
Kulturgeschichte, Kultursoziologie, Kulturphilosophie/-theorie, Soziologie verschiedener Kulturbereiche oder -gebiete, Literaturwissenschaft, Theaterwissenschaft, Vergleichende Europäische Kulturgeschichte